# Gare de Lozanne
Gare de Lozanne – stacja kolejowa w Lozanne, w departamencie Rodan, w regionie Owernia-Rodan-Alpy, we Francji.
Jest stacją Société nationale des chemins de fer français (SNCF), obsługiwaną przez pociągi TER Rhône-Alpes.

## Położenie
Znajduje się na km 95,521 linii Paray-le-Monial – Givors, pomiędzy stacjami Châtillon-d’Azergues i Civrieux-d’Azergues oraz na km 485,231 linii Le Coteau – Saint-Germain-au-Mont-d'Or, pomiędzy L’Arbresle i Chazay - Marcilly, na wysokości 206 m n.p.m.

## Linie kolejowe
- Paray-le-Monial – Givors
- Le Coteau – Saint-Germain-au-Mont-d'Or